# Endocárdio

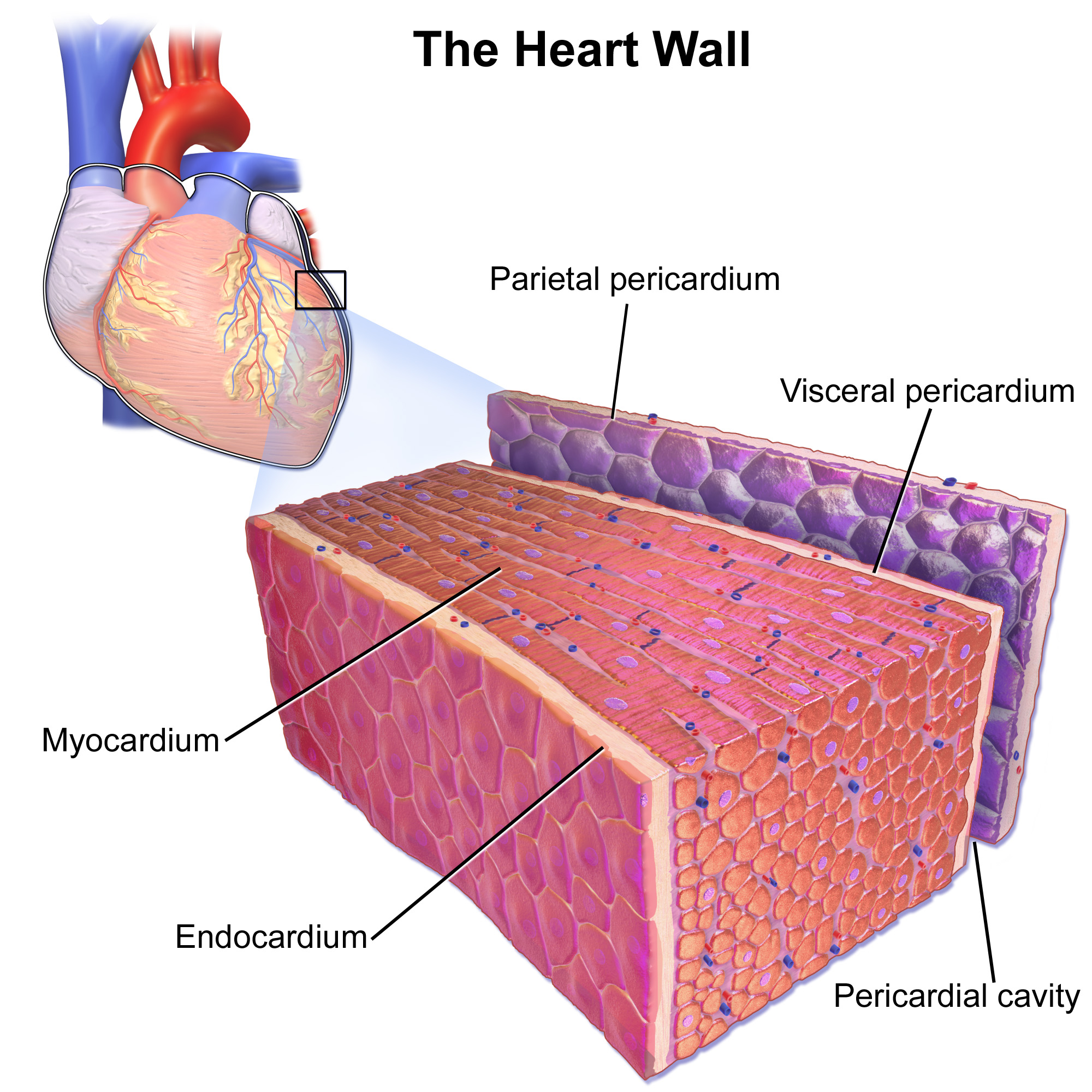
Endocárdio

O endocárdio é a camada interna do coração, do qual fazem parte as válvulas cardíacas bicúspide e tricúspide.
É o homologo da túnica íntima dos vasos sanguíneos que sendo constituido por endotélio repousado numa camada subendotelial fina de tecido muscular..
Liga-se ao miocárdio pela camada subendotelial. Existe aqui uma camada denominada subendocardial, que contem vasos, nervos e células de Purkinje. 